# Chiesa dei Santi Martino e Agostino
La chiesa dei Santi Martino e Agostino (Église Saint-Martin-Saint-Augustin de Nice in francese) è un edificio di culto cattolico situato in place Saint-Augustin, nel centro storico della città francese di Nizza. stato classificato monumento storico il 4 febbraio 1946.

## Storia
Nel 1404 gli agostiniani ottennero il permesso dal vescovo di Nizza d'insediarsi nella chiesa di San Martino, situata nei pressi dei bastioni settentrionali del castello. Successivamente aggiunsero all'edificio un convento. Nel 1424 la chiesa fu ricostruita.
Tra il 1683 ed il 1689 la chiesa fu interamente rifatta in stile barocco. In seguito all'occupazione francese nel 1793 l'edificio fu convertito in caserma, funzione che mantenne anche nella Restaurazione, quando Nizza tornò in mani sabaude. Nel 1834 il consiglio cittadino approvò la realizzazione dell'attuale facciata, decorata in forme neobarocche. I lavori vennero compiuti solamente nel 1895, anno in cui vennero realizzate le decorazioni interne ed il coro subì un processo di ampliamento. In seguito al violento terremoto del 1887 si dovette procedere alla demolizione di uno dei due campanili.

## Descrizione
La chiesa presenta una singolare pianta ellissoidale ed un soffitto suddiviso in tre campate. All'interno vi è una Pietà attribuita al pittore nizzardo Ludovico Brea.

## Curiosità
Il 19 luglio 1807 fu battezzato nella chiesa dei Santi Martino e Agostino Giuseppe Garibaldi.